# El Beneficio
El Beneficio är en ort i Mexiko.   Den ligger i kommunen Solosuchiapa och delstaten Chiapas, i den sydöstra delen av landet, 700 km öster om huvudstaden Mexico City. El Beneficio ligger 285 meter över havet och antalet invånare är 195.
Terrängen runt El Beneficio är varierad. El Beneficio ligger nere i en dal. Runt El Beneficio är det ganska tätbefolkat, med 70 invånare per kvadratkilometer. Närmaste större samhälle är Tapilula, 11,4 km söder om El Beneficio. I omgivningarna runt El Beneficio växer i huvudsak städsegrön lövskog.